# Volinija
Volinija (ukrajinsko Волинь, Volyn', belorusko Валынь, Vałyń, poljsko Wołyń) je bila zgodovinska regija v Srednji in Vzhodni Evropi med sedanjo jugovzhodno Poljsko, jugozahodno Belorusijo in zahodno Ukrajino. Meje regije niso natančno določene, ime pa dandanes še nosi Volinska oblast v zahodni Ukrajini. Volinija je v svoji zgodovini večkrat zamenjala oblastnika in bila razdeljena med več rivalskih držav. Več stoletij je bila del poljsko-litovske Republike obeh narodov. Po ruski zasedbi je postala del Ruskega imperija.
Med pomembna mesta v Voliniji spadajo Luck, Rivne, Volodimir, Izjaslav in Zvjagel. Po priključitvi Volinije k Ruskemu imperiju v procesu delitev Poljske so bila vanjo vključena tudi mesta Žitomir, Ovruč in Korosten. Zvjagel je bil preimenovan v Novograd-Volinski, Volodimir pa v Vladimir-Volinski.

## Imena in etimologija
ukrajinsko: Волинь, Volyn' 
 poljsko: Wołyń 
 litovsko: Voluinė ali Volynė 
 češko: Volyň 
 madžarsko: Volhínia 
 nemško: Wolhynien ali  Wolynien 
 jidiš: װאָהלין, Vohlin
Alternativno ime regija je Lodomeria po mestu Volodimir, ki je bilo nekoč politična prestolnica srednjeveške Volinjske kneževine. 
Po mnenju nekaterih zgodovinarjev je regija poimenovana po napol legendarnem mestu Volin ali Velin, ki naj bi se nahajalo ob Južnem Bugu. Ime mesta morda izvira iz praslovanskega korena * vol/vel-, mokro. Po drugih virih se je mesto nahajalo več kot 20 km zahodno od Volodimirja blizu ustja reke Huczwe, pritoka Zahodnega Buga.

## Geografija
Regija obsega severne dele Volinsko-Podolskega višavja in zahodne dele Poleškega nižavja ob Pripjatski dolini med Zahodnim Bugom na zahodu in gornjim tokom rek Už in Teretiv. Pred delitvijo Poljske se je vzhodni rob raztezal malo zahodno od desnega brega reke Sluč ali rahlo vzhodno od nje. V Volinijo spada Malo Polesje. Ker je Volinija v porečjih Zahodnega Buga in Pripjata, večina rek teče proti severu ali zahodu. 
Zgodovinsko je na jugozahodu mejila na Galicijo, na zahodu na Malopoljsko in na jugu na Podolje. Meje niso bile nikoli jasno določene, zato se je Volinija pogosto prekrivala z več drugimi regijami, med njimi s Polesjem in Podlesjem.
Ozemlje zgodovinske Volinije je zdaj del ukrajinske Volinske, Rivnenske in delov Žitomirske, Ternopilske in Hmelnicke oblasti. Del Volinije pripada Poljski. Pred drugo svetovno vojno je bilo v regiji več majhnih judovskih mest, med njimi Trohenbrod (ukrajinsko Трохимбрід, Trohimbrid) in Lozišt.:770 V Ruskem imperiju je bila Volinija od okoli leta 1791 do 1917 del zahodnih obmejnih pokrajin, kjer je bilo dovoljeno naseljevanje Judov.

## Zgodovina
Prvi zapisi o Voliniji so v rusinskih kronikah, kot je Primarna kronika, ki omenja plemena Dulebov, Bužanov in Volincev. Dežela je omenjena v delih Al-Masudija in Abrahama ben Jakoba, da so tam v starih časih živeli Walitābā in kralj Mājik. Imeni  nekateri berejo kot Walīnānā in ju istovetijo z Volinci. Opisani so kot "prvotna, čistokrvna in najbolj spoštovana saqaliba, ki je prevladovala nad ostalimi slovanskimi plemeni", vendar je bila zaradi "nestrinjanja" njihova "prvotna organizacija uničena" in "ljudstvo razdeljeno na frakcije, od katerih je vsaki vladal svoj kralj". Opis kaže na obstoj slovanske plemenske zveze, ki je propadla po napadu panonskih Avarov. :37
Volinija je bila že v 10. stoletju vključena ali bila v vplivnem območju Velike kijevske kneževine (Rutenija). Kneginja Olga je takrat proti Drevljanom poslala kazensko odpravo, da bi maščevala smrt svojega moža, velikega kneza Igorja (Ingvar Röreksson). Kasneje je ob reki Lugi ustanovila trgovske postaje (ukrajinsko pogost). Po mnenju ukrajinskega zgodovinarja Jurija Diba niz trgovskih postaj označuje pot  Olginega pohoda proti Drevljanom na zahod do Luge, desnega pritoka Zahodnega Buga.
Vladimir Veliki je že leta 983 imenoval svojega sina Vsevoloda za vladarja Volinske kneževine. Leta 988 je ustanovil mesto Volodimir (Володимѣръ).
Zgodnja zgodovina Volinije sovpada z zgodovino Gališke in Volinske kneževine. Ti dve državi naslednici Kijevske Rusije sta med 12. in 14. stoletjem tvorili Gališko-Volinsko kneževino.
- Počajevska lavra, duhovno središče Ukrajinske pravoslavne cerkve v Voliniji
- Samostan Zimne
- Velika sinagoga v Lucku
- Trdnjava Tarakaniv pri Dubnu

Po razpadu Gališko-Volinske kneževine okoli leta 1430 sta si njeno ozemlje razdelili Poljsko kraljestvo in Litovska velika kneževina. Poljska je zasedla njen zahodni, Litva pa vzhodni del (1352–1366). Po letu 1569 je bila Volinija organizirana kot provinca poljsko-litovske Republike obeh narodov. V tem obdobju se je na tem območju naselilo veliko Poljakov in Judov. V pokrajini sta se uveljavili rimskokatoliška in grkokatoliška cerkev. Leta 1375 je bila ustanovljena rimskokatoliška škofija Lodomerija, ki je bila leta 1425 ukinjena. Škofiji so se pridružile številne pravoslavne cerkve, da bi pridobile privlačnejši pravni status. V zapisih iz leta 1783 so omenjene prve kmetijske kolonije nemških protestantov menonitov.
Po tretji delitvi poljsko-litovske Republike obeh narodov leta 1795 je bila Volinija kot Volinska gubernija priključena  Ruskemu carstvu. Obsegala je 71.852,7 kvadratnih kilometrov. Po tej aneksiji je ruska vlada močno spremenila versko sliko gubernije: na silo je likvidirala ukrajinsko grkokatoliško cerkev in vse njene zgradbe prenesla v last in pod nadzor Ruske pravoslavne cerkve. Slednji so pripadle tudi številne rimskokatoliške cerkvene zgradbe. Rimskokatoliška škofija Luck je bila po ukazu cesarice Katarine II. ukinjena. 
Leta 1897 je imela Volinija  2.989.482 prebivalcev (41,7 na kvadratni kilometer). 73,7 odstotka prebivalcev je bilo Vzhodnih Slovanov, pretežno Ukrajincev, 13,2 odstotka Judov, 6,2 odstotka Poljakov in 5,7 odstotka Nemcev.  Večina nemških naseljencev se je priselila iz Kongresne Poljske. Sem se je priselilo tudi manjše število Čehov. Čeprav se je območje gospodarsko razvijalo precej hitro, je bilo na predvečer prve svetovne vojne še vedno najbolj podeželska provinca v zahodni Rusiji.

### Ukrajinski nacionalisti na koncu prve svetovna vojne
Po februarski revoluciji leta 1917 in ustanovitvi začasne ruske vlade, so ukrajinski nacionalisti razglasili avtonomno Ukrajinsko ljudsko republiko. Voliinijo je na dva dela delila frontna črta malo zahodno od Lucka. Ukrajinska vlada se je morala po zasedbi Kijeva med invazijo boljševikov umakniti v Volinijo. Vojaška pomoč Centralnih sil kot rezultat  Brest-Litovskega miru je v regijo prinesla mir in dokajšnjo stabilnost. Do konca vojne je po letih ruskega zatiranja in zanikanja ukrajinskih izročil na tem območju ponovno oživela ukrajinska kultura. Po umiku nemških čet je celotno regijo zajel nov val vojaških akcij Poljakov in Rusov, ki so tekmovali za nadzor nad ozemljem. Ukrajinska ljudska vojska je bila prisiljena boriti se na treh frontah: z boljševiki, Poljaki in prostovoljno vojsko Carske Rusije.

### Medvojno obdobje
Po koncu poljsko-sovjetske vojne je bill eta 1921 sklenjen Riški mirovni sporazum, s katerim je bila Volinska gubernija razdeljena med Poljsko in Sovjetsko zvezo. Poljska je dobila večji del in ustanovila Volinsko vojvodstvo.
Večina vzhodne Volinske gubernije je postala del Ukrajinske SSR in se sčasoma razdelila na manjša okrožja. V tem obdobju se je v okviru kulturne liberalizacije znotraj sovjetske Ukrajine oblikovalo več nacionalnih okrožij. Politika polonizacije na Poljskem je povzročila nastanek različnih odporniških gibanj v zahodni Ukrajini in zahodni Belorusiji, vključno z Volinijo. Leta 1931 je Vatikan ustanovil ukrajinski katoliški apostolski eksarhat Volinije, Polesja in Podlesja, kjer je bogoslužje potekalo po bizantinskem obredu v ukrajinskem jeziku.
Od leta 1935 do 1938 je vlada Sovjetske zveze izgnala veliko državljanov iz Volinije v Sibirijo in Srednjo Azijo kot del dekulakizacije in zatiranja kmetov v regiji. Med njimi so bili tudi Poljaki iz Vzhodne Volinije.

### Druga svetovna vojna
Po podpisu pakta Ribbentrop-Molotov leta 1939 ter kasnejši invaziji na Poljsko in delitvi poljskih ozemelj med Rajhom in ZSSR je Sovjetska zveza napadla in zasedla poljski del Volinije. Med nacistično-sovjetskimi preselitvami prebivalstva, ki so sledili tej začasni nemško-sovjetski zvezi, je bila večina etničnega nemškega manjšinskega prebivalstva Volinije preseljena na poljska ozemlja, ki jih je okupirala nacistična Nemčija. Po množičnih deportacijah in aretacijah, ki jih je izvedla NKVD, in represivnih akcijah Nemčije proti Poljakom, vključno z deportacijo v Rajh v taborišča prisilnega dela, aretacijami, pridržanjem v taboriščih in množičnimi usmrtitvami, so do leta 1943 etnični Poljaki predstavljali samo 10–12 % celotnega prebivalstva Volinije.
Med nemško okupacijo je ukrajinska uporniška vojska v Voliniji pobila okoli 50.000–100.000 Poljakov, večinoma žensk in otrok. Število ukrajinskih žrtev med poljskimi povračilnimi napadi do pomladi 1945 je ocenjeno na 2.000–3.000.
Leta 1945 je sovjetska Ukrajina po koncu vojne iz Volinije izgnala etnične Nemce, češ da jih je nacistična Nemčija v vzhodni Evropi uporabila kot del domnevnega generalnega načrta Ost. Izgon Nemcev iz vzhodne Evrope je bil del širših množičnih preselitev prebivalstva po vojni. 
Sovjetska zveza je po koncu druge svetovne vojne Volinijo priključila k Ukrajini. Leta 1944 so v Voliniji ukinili ukrajinski katoliški apostolski eksarhat. Večina preostalega etničnega poljskega prebivalstva je bila izgnana na Poljsko leta 1945. Od razpada Sovjetske zveze v 1990-ih je Volinija sestavni del Ukrajine.